# José Landi-Jons
José "Pelé" Landi-Jons (Cuba, 9 de setembro de 1973)  é um lutador cubano naturalizado brasileiro de vale tudo e MMA, conhecido pela sua atitude irreverente dentro e fora dos ringues e pelo seu estilo agressivo de lutar. Pelé é primeiramente um lutador que representa o Muay Thai, mas também é faixa preta de Jiu-Jitsu. Já foi campeão do IVC na categoria peso-médio. Ele foi membro da lendária academia curitibana Chute Boxe. Ao longo de sua carreira no MMA, Landi-Jons obteve vitórias relevantes sobre lendas do esporte: Matt Hughes, Pat Miletich, Evangelista Cyborg, Alexander Shlemenko e Jorge Patino. Também obteve 2 vitórias sobre Anderson Silva nas regras do Muay Thai. Foi o primeiro lutador da lendária academia Chute Boxe a se destacar fora de Curitiba , vários grandes nomes do MMA mundial citam Pelé como suas influências, dentre eles Vanderlei Silva, Anderson Silva, Murilo Ninja, dentre outros. Pelé foi o primeiro lutador a apresentar um jogo agressivo e irreverente, usava muito bem os joelhos e cotovelos, criando um estilo que foi copiado por muitos posteriormente. 

## Carreira
Uma das suas maiores vitórias no MMA foi quando aos 4:45 do primeiro round ele brutalmente nocauteou o futuro campeão do UFC Matt Hughes com uma joelhada no evento Shidokan Jitsu-Warriors War 1.
Outra grande vitória foi quando ele derrotou o campeão do UFC Pat Miletich por TKO em 2000.
Perdeu para o futuro campeão do UFC Chuck "Iceman" Liddell no IVC 6, por decisão após trinta minutos de luta intensa. Pelé não jogou a toalha apesar de ser severamente castigado pelos golpes do seu adversário.
Porém as mais famosas lutas de Pelé foram suas duas vitórias contra o lutador de Jiu-jitsu Jorge "Macaco" Patino. Entre os dois havia uma intensa rivalidade que se manisfestava dentro e fora dos ringues. E Pelé levou a melhor nas duas ocasiões, essa luta é considerada um divisor de águas dentro do Vale-Tudo nacional e é até hoje citada como uma das 10 melhores lutas da história.
No dia 28 de fevereiro de 2008, no Bell Centre, no Canadá, José Landi-Jons enfrentou Brian Gassaway no evento TKO 32 em combate chocou os fãs do MMA em todo o mundo como a revanche de Anderson Silva, ocorrida em 29 de dezembro de 2013 contra Chris Weidman.
“Pelé”, ex-companheiro de Anderson na equipe Chute Boxe, chutou a perna de Gassaway também no segundo round, e viu sua canela quebrar da mesma forma que o “Aranha”. 
Naquela época, poucos acreditavam no retorno do cubano aos ringues, mas o fato é que em um ano e quatro meses ele não só voltou a lutar como venceu quatro lutas consecutivas.
Em 2013 José Landi-Jons voltou a lutar vencendo seu adversário por nocaute técnico no primeiro round.

### 2014
Em 2014 José Landi tinha assinado um contrato com o WSOF para fazer uma um revanche contra Jorge Patino no Brasil, porém voltou atrás para não ficar muito tempo sem lutar e perder seu ritmo de luta novamente rescindiu seu atual contrato e assinou com o Titan Fighting Championship.

### 2018
Retorno da lenda, José Pelé Landy, hoje radicado nos Estados Unidos, tem luta marcada no evento WFC 22 contra o lutador Svetlozar Savov, no dia 19 de maio de 2018.

### Cartel no MMA
| Record | Data                    | Resultado | Adversário          | Evento                                                              | Método                              | Round | Tempo | Local                                      |
| 28-15  | 30 de novembro de 2013  | Vitória   | Rodrigo Fernandez   | PFE / SAMURAI FC - POWER FIGHT EXTREME 10 / SAMURAI FIGHT COMBAT 10 | Nocaute Técnico (Socos)             | 1     | 1:04  | Curitiba, Paraná, Brasil                   |
| 27-15  | 02 de novembro de 2012  | Derrota   | Jevgeniy Mahteenko  | ADW - Abu Dhabi Warriors                                            | Decisão (Unânime)                   | 3     | 5:00  | Abu Dhabi, Emirados Árabes Unidos          |
| 27-14  | 28 de outubro de 2011   | Vitória   | Sam Quito           | KMMAC - Kumite MMA Combate                                          | Nocaute Técnico (Parada médica)     | 2     | 2:49  | Porto Alegre, Rio Grande do Sul, Brasil    |
| 26-14  | 06 de novembro de 2010  | Vitória   | William Dias        | Samurai FC 4 - Overload                                             | Finalização (Guilhotina)            | 1     | 2:41  | Curitiba, Paraná, Brasil                   |
| 25-14  | 19 de dezembro de 2009  | Vitória   | Max Pedreira        | BFL - Brazilian Fight League 5                                      | Nocaute Técnico (Joelhadas e Socos) | 1     | 0:28  | Curitiba, Paraná, Brasil                   |
| 24-14  | 18 de julho de 2009     | Vitória   | Shannon Ritch       | KOTC - Capital Excalibur                                            | Nocaute (Socos)                     | 1     | 0:08  | Edmonton, Alberta, Canadá                  |
| 23-14  | 28 de fevereiro de 2008 | Derrota   | Brian Gassaway      | TKO 32: Ultimatum                                                   | Nocaute Técnico (Lesão)             | 2     | 0:50  | Montreal, Quebec, Canadá                   |
| 23-13  | 11 de março de 2007     | Derrota   | Jake Ellenberger    | EFC 5: Revolution                                                   | Nocaute (Soco)                      | 1     | 0:12  | Prince George, Colúmbia Britânica, Canadá  |
| 23-12  | 18 de fevereiro de 2007 | Vitória   | Mitch McElroy       | BodogFight: Costa Rica                                              | Finalização (chave de perna)        | 2     | 1:16  | Costa Rica                                 |
| 22-12  | 11 de setembro de 2006  | Derrota   | Eduardo Pamplona    | Show Fight 5                                                        | Decisão (Unânime)                   | 3     | 5:00  | São Paulo, São Paulo, Brasil               |
| 22-11  | 30 de setembro de 2006  | Vitória   | Alexander Shlemenko | World Free Fight Challenge 2                                        | Decisão (Unânime)                   | 3     | 5:00  | Koper, Eslovênia                           |
| 21-11  | 29 de abril de 2006     | Derrota   | Thales Leites       | Jungle Fight 6                                                      | Finalização (Triângulo de braço)    | 1     | 2:40  | Manaus, Amazonas, Brasil                   |
| 21-10  | 2 de abril de 2006      | Derrota   | Travis Lutter       | Cage Rage 15: Adrenalin Rush                                        | Finalização (Chave de Braço)        | 1     | 4:00  | Londres, Inglaterra, Reino Unido           |
| 21-9   | 26 de novembro de 2005  | Vitória   | Alexander Shlemenko | Jungle Fight 5                                                      | Decisão (Maioria)                   | 3     | 5:00  | Manaus, Amazonas, Brasil                   |
| 20-9   | 21 de maio de 2005      | Vitória   | Fabricio Monteiro   | Jungle Fight 4                                                      | Nocaute (Soco)                      | 2     | 0:13  | Manaus, Amazonas, Brasil                   |
| 19-9   | 23 de outubro de 2004   | Derrota   | Renato Sobral       | Jungle Fight 3                                                      | Decisão (Unânime)                   | 3     | 5:00  | Manaus, Amazonas, Brasil                   |
| 19-8   | 13 de julho de 2003     | Derrota   | Lee Murray          | EF 1: Genesis                                                       | Nocaute (Socos)                     | 2     | 0:28  | Londres, Inglaterra, Reino Unido           |
| 19-7   | 2/24/2002               | Derrota   | Carlos Newton       | Pride 19: Bad Blood                                                 | Finalização (Chave-de-braço)        | 1     | 7:16  | Saitama, Japão                             |
| 19-6   | 5/27/2001               | Derrota   | Daijiro Matsui      | Pride 14: Clash of the Titans                                       | Decisão                             | 3     | 5:00  | Yokohama, Japão                            |
| 19-5   | 2 de agosto de 2001     | Derrota   | Karimula Barkalaev  | Shidokan Jitsu: Warriors War 1                                      | Nocaute (Socos)                     | 1     | 5:59  | Kuwait                                     |
| 19-4   | 2 de agosto de 2001     | Vitória   | Matt Hughes         | Shidokan Jitsu: Warriors War 1                                      | Nocaute (Joelhada)                  | 1     | 4:45  | Kuwait                                     |
| 18-4   | 12/16/2000              | Vitória   | Waldir dos Anjos    | Meca World Vale Tudo 4                                              | Nocaute técnico                     | 1     | 8:05  | Curitiba, Paraná, Brasil                   |
| 17-4   | 5/13/2000               | Derrota   | Dave Menne          | WEF 9: World Class                                                  | Decisão (Maioria)                   | 3     | 5:00  | Evansville, Indiana, USA                   |
| 17-3   | 3 de maio de 2000       | Vitória   | Martijn de Jong     | 2H2H 1: 2 Hot 2 Handle                                              | Decisão (Unânime)                   | 1     | 10:00 | Rotterdam, Holanda do Sul, Países Baixos   |
| 16-3   | 1/15/2000               | Vitória   | Pat Miletich        | WEF 8: Goin' Platinum                                               | Nocaute Técnico                     | 1     | 8:00  | Rome, Geórgia, USA                         |
| 15-3   | 11/27/1999              | Vitória   | Rodney Faverus      | Amsterdam Absolute Championship 2                                   | Finalização (Chave-de-braço)        | 1     | 6:25  | Amsterdam, Holanda do Norte, Países Baixos |
| 14-3   | 4/27/1999               | Vitória   | Johil de Oliveira   | IVC 11: The Tournament Is Back                                      | Decisão (Unânime)                   | 1     | 30:00 |                                            |
| 13-3   | 8/23/1998               | Derrota   | Chuck Liddell       | IVC 6: The Challenge                                                | Decisão (Unânime)                   | 1     | 30:00 | São Paulo, São Paulo, Brasil               |
| 13-2   | 4/26/1998               | Vitória   | Milton Bahia        | IVC 5: The Warriors                                                 | Nocaute Técnico                     | 1     | 3:48  | São Paulo, São Paulo, Brasil               |
| 12-2   | 4/26/1998               | Vitória   | Jorge Pereira       | IVC 5: The Warriors                                                 | Nocaute Técnico                     | 1     | 8:15  | São Paulo, São Paulo, Brasil               |
| 11-2   | 4/26/1998               | Vitória   | Gerald Taylor       | IVC 5: The Warriors                                                 | Nocaute Técnico                     | 1     | 13:34 | São Paulo, São Paulo, Brasil               |
| 10-2   | 11/20/1997              | Vitória   | Evangelista Santos  | BVF 8: Campeonato Brasileiro de Vale Tudo 2                         | Nocaute Técnico                     | 1     | 8:18  | São Paulo, São Paulo, Brasil               |
| 9-2    | 11/20/1997              | Vitória   | Lourival da Silva   | Submission (Strikes)                                                | Nocaute Técnico                     | 1     | 3:34  | Brasil                                     |
| 8-2    | 7 de janeiro de 1997    | Vitória   | Touro Touro         | BVF 10: Brazilian Vale Tudo Fighting 10                             | Nocaute Técnico                     | 1     | 1:24  | Brasil                                     |
| 7-2    | 6/15/1997               | Derrota   | Eric Smith          | Brazil Open '97                                                     | Decisão (Dividida)                  | 1     | 20:00 | Brasil                                     |
| 7-1    | 3/16/1997               | Derrota   | Johil de Oliveira   | WVC 4: World Vale Tudo Championship 4                               | Decisão (Unânime)                   | 1     | 30:00 | Brasil                                     |
| 7-0    | 3/16/1997               | Vitória   | Jorge Patino        | WVC 4: World Vale Tudo Championship 4                               | Nocaute Técnico (Corte)             | 1     | 9:37  | Brasil                                     |
| 6-0    | 11 de janeiro de 1996   | Vitória   | Jorge Patino        | BVF 6 - Campeonato Brasileiro de Vale Tudo 1                        | Nocaute Técnico                     | 1     | 14:19 | Brasil                                     |
| 5-0    | 11 de janeiro de 1996   | Vitória   | Adriano Verdelli    | BVF 6 - Campeonato Brasileiro de Vale Tudo 1                        | Finalização (Mata-leão)             | 1     | 1:29  |                                            |
| 4-0    | 9 de janeiro de 1996    | Vitória   | Marcelo Viera       | BVF 5 - Circuito de Lutas 9                                         | Nocaute (Joelhadas e Socos)         | 1     | 0:32  | Brasil                                     |
| 3-0    | 9 de janeiro de 1996    | Vitória   | Erico Correia       | BVF 5 - Circuito de Lutas 9                                         | Finalização (Mata-leão)             | 1     | 1:11  | Brasil                                     |
| 2-0    | 9 de janeiro de 1996    | Vitória   | Paulo Muniz         | BVF 5 - Circuito de Lutas 9                                         | Nocaute Técnico                     | 1     | 7:04  | Brasil                                     |
| 1-0    | 29 de agosto de 1993    | Vitória   | Moura Moura         | CP X CB: Capoeira vs. Chute Boxe                                    | Nocaute Técnico                     | 1     | 2:46  | Brasil                                     |